# ۸ ثانیه
۸ ثانیه (به انگلیسی: 8 Seconds) یک فیلم زندگی‌نامه‌ای و درام آمریکایی محصول سال ۱۹۹۴ میلادی به کارگردانی جان جی. آویلدسن است. اسم این فیلم مربوط به مدت زمانی است که یک سوار بر روی یک گاو نر مسابقه‌ای باید بماند تا پیروز شود. این فیلم با بازی لوک پری در نقش اسطوره آمریکایی رودئو، لین فراست، بر زندگی و حرفه او به عنوان یک قهرمان گاو سواری تمرکز دارد.

## داستان
لین فراست در حالی که در اوکلاهاما بزرگ می‌شود، ترفندهای تجارت گاو سواری را به دست پدرش کلاید، که خودش یک برون سوار کارکشته است، می‌آموزد. با بزرگتر شدن، لین به همراه بهترین دوستانش تاف هدمن و کودی لمبرت در مسیرهای حرفه‌ای سواری حرکت می‌کند. او با یک مسابقه دهنده بشکه‌ای به نام کلی کایل آشنا می‌شود و عاشق او می‌شود و در نهایت در سال ۱۹۸۴ با هم ازدواج می‌کنند.

## بازیگران
- لوک پری درنقش لین لین فراست
- کامرون فینلی درنقش لین لین فراست
- استیون بالدوین درنقش تاف هدممن
- رد میچل درنقش کودی لامبرت
- سینتیا گاری درنقش کلی کایل فراست
- جیمز ربهورن درنقش کلاید فراست
- کری اسنادگرس درنقش السی فراست
- لیندن اشبی درنقش مارتین هادسون
- رنی زلوگر درنقش باکل بانی
- جورج مایکل درنقش خودش
- بروکس اند دان درنقش خودشان
- وینس گیل به عنوان خودش
- کارلا بنوف درنقش خودش

## تولید
فیلمبرداری عمدتاً در برنی، تگزاس، دل ریو، تگزاس و پندلتن، اورگن و تعداد معدودی از مکانهای جزئی دیگر صورت گرفت.